# Mleczarka z Bordeaux
Mleczarka z Bordeaux (hiszp. La lechera de Burdeos) – obraz hiszpańskiego malarza Francisca Goi.

## Okoliczności powstania
Dzieło pochodzi z późnego okresu twórczości Goi. Powstało na rok przed śmiercią artysty i jest jedną z jego ostatnich znanych prac olejnych. Obraz został namalowany w 1827 roku, kiedy Goya przebywał na emigracji we francuskim Bordeaux. W tym czasie miał już 81 lat, był schorowany, niedowidział i niemal kompletnie ogłuchł. Jego popularność we Francji nie mogła się równać z estymą, którą darzono go w ojczyźnie. W Bordeaux mieszkał razem ze swoją kochanką Leokadią Weiss i jej córką Rosario, zdradzającą zamiłowanie do malarstwa.

## Analiza
Postać na obrazie wzorowana jest na XIX-wiecznych mleczarkach z Bordeaux – młodych wiejskich dziewczynach, które przychodziły do miasta, aby sprzedawać mleko. Przedstawia młodą i piękną kobietę o delikatnych rysach twarzy, które podkreśla świetlisty czepek i szal. Obok niej stoi dzban z mlekiem, na którym widać napis Goya. Krytycy uważają, że portret przedstawia jedną z najbliższych Goi kobiet – Leokadię Weiss lub jej córkę Rosario. Przypuszcza się, że Rosario mogła być córką Goi, ale nie jest to pewne. Faktem jest, że Goya opiekował się nią jak ojciec i wspierał ją w karierze malarskiej.
Zastosowana błękitnozielona gama kolorów, pogodny nastrój, dolna perspektywa oraz nakładanie farby drobnymi dotknięciami pędzla (charakterystyczne dla impresjonizmu) nie są zabiegami typowymi dla późnego malarstwa Goi. Przez niektórych krytyków sztuki (również kustoszy Prado) dzieło nie jest uznawane za pracę Goi. Sugerowano również, że autorką obrazu mogła być sama Rosario. Walory artystyczne tego dzieła znacznie przewyższają namalowane przez nią prace, które zachowały się w Królewskiej Akademii Sztuk Pięknych św. Ferdynanda w Madrycie, dlatego jej autorstwo jest mało prawdopodobne.
To dzieło utrzymane w świetlistych barwach jest zapowiedzią impresjonizmu, przypomina kobiece portrety Renoira lub tancerki Degasa.

## Historia obrazu
Pomimo że Leokadia wiernie opiekowała się Goyą przez wiele lat, artysta nie zabezpieczył jej finansowo w swoim testamencie (spuściznę przekazał synowi). Pośród niewielu rzeczy, które po śmierci artysty pozwolono jej zabrać z ich wspólnego domu, znalazł się tylko jeden obraz – Mleczarka z Bordeaux. Świadomy wartości tego dzieła Goya miał przykazać Leokadii, aby nie sprzedawała go za mniej niż uncję złota. Znajdując się w złej sytuacji finansowej Leokadia sprzedała dzieło Juanowi Bautiście Muguiro, krewnemu Goi. Potomkowie Muguira przekazali obraz Muzeum Prado w 1945 roku.